# Henri Karr
Pour les articles homonymes, voir Karr.
Henri Karr, né à Deux-Ponts (Palatinat-Deux-Ponts) en 1784 et mort à Paris le 10 janvier 1843, est un pianiste et compositeur d'origine bavaroise, actif à Paris au début du XIXe siècle.
Il est le père du journaliste et romancier Alphonse Karr (1808-1890) et le grand-père de la féministe catalane Carme Karr (1865-1943) et de l'écrivaine française Violette Bouyer-Karr (1875-1975).

## Biographie
Fils d'un violoniste, maître de chapelle du duc de Bavière, Henri Karr s'installe à Paris vers 1806.
Démonstrateur des pianos Érard, il se fit connaître comme professeur et surtout comme compositeur de musique légère. 